# Young Royals
Young Royals ist eine schwedische Dramaserie, die von Nexiko für Netflix umgesetzt wurde. Die Premiere der Serie fand am 1. Juli 2021 weltweit auf Netflix statt. Die zweite Staffel wurde am 1. November 2022 veröffentlicht.
Im März 2024 wurde die dritte und finale Staffel veröffentlicht.

## Handlung

### Staffel 1
Nach einigen Eskapaden wird Prinz Wilhelm, der zweitgeborene Sohn der schwedischen Königin Kristina von Schweden, auf das renommierte Elite-Internat Hillerska geschickt, auf welchem ihm endlich die Gelegenheit geboten wird, herauszufinden, wer er in Wirklichkeit ist und wie er sein künftiges Leben gestalten möchte. Auf das Internat ist bereits sein Bruder, Kronprinz Erik, gegangen. Sein Mitschüler August, sein Cousin zweiten Grades und guter Freund Eriks, nimmt Wilhelm in seine Obhut.
Die Schule wird von weiteren adligen Kindern wie Felice besucht, aber auch Einheimische wie Simon und seine Schwester Sara besuchen die Schule. Obwohl er anfangs nicht daran interessiert ist, in Hillerska zu studieren, beginnt Wilhelm bald, das Schulleben zu genießen, und verbringt Zeit mit Augusts Freunden und dem Ruderclub. Felice versucht eine Beziehung zu Wilhelm aufzubauen, da diese unbedingt dem Königshaus angehören will, um die Erwartungen ihrer strengen Mutter zu erfüllen. Wilhelms Interesse gilt jedoch von Anfang an Simon, der anders ist als die elitären Internatsschüler. Bei einem Fußballspiel zeigt Simon Wilhelm das Leben in der Stadt außerhalb des Internats und stellt ihm seine Freunde und Familie vor. August hat derweilen mit den finanziellen Problemen seiner Familie und seiner Medikamentenabhängigkeit zu kämpfen. Sara, der es durch ihren Autismus und ihr ADHS schwerer fällt Freunde zu finden, nähert sich währenddessen Felice an, deren Pferd sie versorgt, weil diese Angst hat zu reiten und das Pferd nur auf Wunsch ihrer Eltern hin besitzt. Mit der Zeit entwickelt sich eine Freundschaft zwischen den beiden. Felice beginnt eine kurze Beziehung mit August, bis sie erfährt, dass er Sara geküsst hat.
Nachdem Kronprinz Erik bei einem Autounfall ums Leben kommt, wird Wilhelm plötzlich Erster in der Reihe der Thronnachfolge. Er bleibt auf Hillerska, um seinen Schulabschluss zu machen. Eines Nachts werden Simon und Wilhelm heimlich von August gefilmt, wie sie Sex haben. August will zunächst das Video zurückhalten, aber als er öffentlich von Wilhelm auf die finanziellen Probleme seiner Familie angesprochen wird, veröffentlicht er das Sexvideo. Er ahnt jedoch nicht, dass Wilhelm seine Mutter gebeten hat, die Studiengebühren für August zu übernehmen. Das Video löst einen internationalen Skandal aus und Wilhelm und Simon geraten ins Fadenkreuz der Presse. Königin Kristina zwingt ihren Sohn dazu, die Beziehung und das Video zu leugnen, da dies ein Skandal für die ganze Monarchie wäre. Wilhelm tut dies und verletzt dadurch Simon, der an eine gemeinsame Zukunft geglaubt hat. Der Kronprinz versucht Simon seine Beweggründe zu erklären, doch dieser ist enttäuscht, dass er nicht zu seinen wahren Gefühlen stehen will, und stellt ihn vor die Wahl: Entweder sie führen ihre Beziehung offiziell oder gar nicht.
Felice kann nicht nachvollziehen, wie jemand das Sexvideo veröffentlichen konnte, und beginnt mit Nachforschungen. Schon bald entdeckt sie, dass das Video von August aufgenommen worden sein muss. Auch Sara weiß, dass es August war, da sie ihn beim Hochladen des Videos gesehen hat. Sie schweigt, da sie durch August ein Stipendium am Hillerska erhält. Felice klärt Wilhelm über August auf. Dieser ist enttäuscht und kündigt an, dass August für ihn von nun an kein Familienmitglied mehr sei. Als er seine Mutter über Augusts Verrat aufklären will, entgegnet diese, dass sie schon einige Tage davon wisse. Wilhelm ist erschüttert über den mangelnden Rückhalt durch seine Mutter. Am letzten Schultag vor den Weihnachtsferien verabschiedet sich Wilhelm vor den Augen der Schule mit einer innigen Umarmung von Simon und gesteht ihm in diesem Zusammenhang seine Liebe.

### Staffel 2
Wilhelm kehrt nach den Semesterferien nach Hillerska zurück. Er ist immer noch von Augusts Verrat erschüttert und möchte ihn deswegen dafür bluten lassen. Er versucht alles, um das Ansehen Augusts zu beschädigen. Er schafft es, dass August durch eine Rebellion des Ruderclubs seinen Kapitäns-Posten verliert. Wilhelm und Simon hegen immer noch Gefühle füreinander, können diese jedoch nicht nach außen zeigen. Deshalb beginnt Simon eine Beziehung mit Marcus, bis dieser sich aufgrund der immer noch vorhandenen Gefühle für Wilhelm von ihm trennt.
Sara ist zu Felice und ihren Freundinnen gezogen. Mit der Zeit entwickelt sie Gefühle für August und kommt mit diesem zusammen. Da sie vor der Reaktion Felices Angst hat, verschweigt sie ihre Beziehung. August fürchtet sich immer noch vor der Rache Wilhelms und der Konsequenzen für das Königshaus. Felice und Wilhelm haben eine tiefe Freundschaft entwickelt. Eines Abends küssen sie sich leidenschaftlich und werden von Wilhelms Klassenkameraden beobachtet. Dadurch werden sie erneut zum Gesprächsthema der Schule, sehr zum Missfallen der Königin. Wilhelm soll bei der 120-Jahr-Feier der Schule eine Rede halten. Als sich Wilhelm zunächst weigert, sieht sich seine Mutter – angesichts der Eskapaden in der Vergangenheit – gezwungen, einen möglichen Nachfolger zu bestimmen für den Fall, dass Wilhelm seine Pflichten nicht einhalten wird. Ihre Wahl fällt auf August.
Simon erfährt, dass es August war, der das Sextape im vergangenen Semester veröffentlicht hat. Er möchte ihn bei der Polizei anzeigen, doch Wilhelm versucht ihn davon abzuhalten, da er weiß, dass die königliche Familie das sehr schlecht aufnehmen würde. Als Simons Schwester Sara dies mitbekommt, warnt sie August. Er versichert Sara, sich der Polizei zu stellen, überredet jedoch einen Mitschüler, die Schuld auf sich zu nehmen. Als Felice hinter die Beziehung zwischen Sara und August kommt, kündigt sie Sara die Freundschaft und wirft sie aus der WG. Sara ist enttäuscht und erkennt, dass sie alles verloren hat, was ihr je wichtig war, und dabei auch noch ihren eigenen Bruder verletzt hat.
Simon und Wilhelm gestehen sich ihre Gefühle ein und kommen zusammen. Simon akzeptiert nun doch eine geheime Beziehung, bis Wilhelm volljährig ist und selber entscheiden kann, sich zu outen. Auch Wilhelm hat sich mit seiner Rolle als Kronprinz arrangiert. Er hält die Rede zum Schuljubiläum, obwohl August davon ausging, dass er dies tun wird. Wilhelm hält sich zunächst an den vorgefertigten Text, entscheidet sich jedoch während der Rede um. Er offenbart vor der Welt seine Gefühle für Simon und gesteht, dass er die Person in dem Sexvideo war. Sara verlässt die Schule und zeigt ein Verbrechen bei der Polizei an.

### Staffel 3
Wilhelms Rede hat große Wellen geschlagen und es wird viel über die Monarchie und das Hillerska berichtet. Wilhelms Beraterin Farima rät ihm, seine Beziehung zu Simon zu nutzen, um das Image der Monarchie zu modernisieren. Außerdem unterzeichnet August einen finanziellen Vergleich mit Wilhelm und Simon. Königin Kristina erkrankt an Depressionen, weswegen Wilhelm mehr Aufgaben übernehmen soll. Dadurch sowie durch die Beleidigungen in den sozialen Medien leidet die Beziehung zu Simon.
Als ein Zeitungsartikel über das Hillerska veröffentlicht wird, in dem über Mobbing und fragwürdige Aufnahmerituale in der Schule berichtet wird, erhält die Schule mit Vanessa Hamilton eine neue Schulleiterin. Diese verordnet neue Regel und droht die Schule zu schließen, wenn das Image nicht verbessert wird. Die Schulbehörde beschließt die Schule aufgrund des Mobbingskandals und einer Aussage von Felice, die über die Aufnahmerituale ausgepackt hat, zu schließen.
Sara bleibt der Schule fern und zieht bei ihrem Vater ein. Mit der Zeit denkt sie über ihre Zukunft nach und wird von August und ihrem Vater dazu überredet, doch wieder auf die Hillerska zu gehen. Felice ist von Sara nach wie vor enttäuscht, jedoch auch traurig, sie als Freundin verloren zu haben. Mit der Zeit kann sie ihr verzeihen, und die beiden leben ihre Freundschaft wieder auf. Obwohl Sara Gefühle für August hat, beschließt sie, die Freundschaft zu Felice zu wahren und August zu verlassen.
August erzählt Wilhelm, dass auch Erik zu dem Mobbing beigetragen hat. Dies wirft Wilhelm aus der Bahn, und an seinem Geburtstag eskaliert die Situation mit seinen Eltern. Er wirft der Königin vor, ihn nicht wahrzunehmen und Erik immer mehr bevorzugt hat. Simon bekommt dies mit und ist ebenfalls erschüttert. Er trennt sich von ihm, und die beiden gehen getrennte Wege. August entschuldigt sich bei Wilhelm für sein Verhalten in der Vergangenheit. Auf der Abschlussfeier treffen sich die beiden wieder und wollen ungestört einen Abend verbringen. Am nächsten Tag entschuldigt sich Wilhelms Mutter dafür, wie sie ihn behandelt hat. Simon und Wilhelm verabschieden sich endgültig voneinander. Felice beschließt, nicht mit ihren Freunden nach New York zu fliegen, sondern möchte mit Sara die Zeit verbringen. Als Wilhelm mit seinen Eltern im Auto sitzt, hat er eine Erleuchtung und beschließt, abzudanken, da ihm klar wird, dass er das nicht will. Er rennt zu Simon und offenbart ihm seine Entscheidung, indem er ihm seine Liebe erklärt. Anschließend fahren Wilhelm, Simon, Felice und Sara glücklich in den Sommer.

## Besetzung und Synchronisation
Die deutschsprachige Synchronisation entsteht nach den Dialogbüchern von Jeffrey Wipprecht und Eva Maria Peters sowie unter der Dialogregie von Jeffrey Wipprecht durch die Synchronfirma Iyuno Germany in Berlin.

### Hauptbesetzung
| Rolle         | Schauspieler    | Folge     | Synchronsprecher    |
| ------------- | --------------- | --------- | ------------------- |
| Prinz Wilhelm | Edvin Ryding    | 1.01–3.06 | Finn Posthumus      |
| Simon         | Omar Rudberg    | 1.01–3.06 | Marco Eßer          |
| August        | Malte Gårdinger | 1.01–3.06 | Cedric Eich         |
| Sara          | Frida Argento   | 1.01–3.06 | Magdalena Montasser |
| Felice        | Nikita Uggla    | 1.01–3.06 | Victoria Frenz      |

### Nebenbesetzung
| Rolle            | Schauspieler          | Synchronsprecher     |
| ---------------- | --------------------- | -------------------- |
| Königin Kristina | Pernilla August       | Iris Artajo          |
| Madison          | Nathalie Varli        | Lucia Deyi           |
| Linda            | Carmen Gloria Pérez   | Manja Doering        |
| Stella           | Felicia Truedsson     | Helen Malin Blaschke |
| Fredrika         | Mimmi Cyon            | Celina Gaschina      |
| Anette Lilja     | Ingela Olsson         | Ilona Schulz         |
| Smysan           | Livia Millhagen       | Christin Marquitan   |
| Henry            | Fabian Penje          | Vincent Borko        |
| Vincent          | Nils Wetterholm       | Jonas Frenz          |
| Nils             | Samuel Astor          | Nicolas Rathod       |
| Kronprinz Erik   | Ivar Forsling         | Karim El Kammouchi   |
| Micke            | Leonard Terfelt       | Tim Moeseritz        |
| Ayub             | Inti Zamora Sobrado   | Sebastian Fitzner    |
| Rosh             | Beri Gerwise          | Laura Elßel          |
| Alexander        | Xiao-Long Rathje Zhao | David Kunze          |
| Boris            | Claes Hartelius       | Hans Bayer           |
| Magister Englund | Peter Carlberg        | Rainer Doering       |
| Louise           | Mikaela Ramel         | Carmen Katt          |
| Marcus           | Tommy Wättring        |                      |
| Jan Olof Munck   | Magnus Ehrner         |                      |
| Farima           | Marall Nasiri         |                      |
| Vanessa Hamilton | Marie Robertson       |                      |

## Episodenliste

### Staffel 1
| Nr. (ges.)                                                                        | Nr. (St.) | Deutscher Titel | Originaltitel | Regie                           | Drehbuch                                   |
| --------------------------------------------------------------------------------- | --------- | --------------- | ------------- | ------------------------------- | ------------------------------------------ |
| 1                                                                                 | 1         | Folge 1         | Avsnitt 1     | Rojda Sekersöz                  | Lisa Ambjörn                               |
| 2                                                                                 | 2         | Folge 2         | Avsnitt 2     | Rojda Sekersöz                  | Lisa Ambjörn, Sofie Forsman & Tove Forsman |
| 3                                                                                 | 3         | Folge 3         | Avsnitt 3     | Rojda Sekersöz & Erika Calmeyer | Lisa Ambjörn & Pia Gradvall                |
| 4                                                                                 | 4         | Folge 4         | Avsnitt 4     | Rojda Sekersöz                  | Lisa Ambjörn & Pia Gradvall                |
| 5                                                                                 | 5         | Folge 5         | Avsnitt 5     | Rojda Sekersöz & Erika Calmeyer | Lisa Ambjörn, Sofie Forsman & Tove Forsman |
| 6                                                                                 | 6         | Folge 6         | Avsnitt 6     | Rojda Sekersöz & Erika Calmeyer | Lisa Ambjörn                               |
| Am 1. Juli 2021 wurden alle Folgen der ersten Staffel bei Netflix veröffentlicht. |           |                 |               |                                 |                                            |

### Staffel 2
| Nr. (ges.)                                                                             | Nr. (St.) | Deutscher Titel | Originaltitel | Regie          | Drehbuch                                   |
| -------------------------------------------------------------------------------------- | --------- | --------------- | ------------- | -------------- | ------------------------------------------ |
| 7                                                                                      | 1         | Folge 1         | Avsnitt 1     | Rojda Sekersöz | Lisa Ambjörn                               |
| 8                                                                                      | 2         | Folge 2         | Avsnitt 2     | Rojda Sekersöz | Lisa Ambjörn & Pia Gradvall                |
| 9                                                                                      | 3         | Folge 3         | Avsnitt 3     | Kristina Humle | Lisa Ambjörn, Sofie Forsman & Tove Forsman |
| 10                                                                                     | 4         | Folge 4         | Avsnitt 4     | Kristina Humle | Lisa Ambjörn                               |
| 11                                                                                     | 5         | Folge 5         | Avsnitt 5     | Lisa Farzaneh  | Lisa Ambjörn, Sofie Forsman & Tove Forsman |
| 12                                                                                     | 6         | Folge 6         | Avsnitt 6     | Lisa Farzaneh  | Lisa Ambjörn                               |
| Am 1. November 2022 wurden alle Folgen der zweiten Staffel bei Netflix veröffentlicht. |           |                 |               |                |                                            |

### Staffel 3
| Nr. (ges.) | Nr. (St.) | Deutscher Titel | Originaltitel | Regie           | Drehbuch                                   |
| --- | --------- | --------------- | ------------- | --------------- | ------------------------------------------ |
| 13 | 1         | Folge 1         | Avsnitt 1     | Julia Lindström | Lisa Ambjörn                               |
| 14 | 2         | Folge 2         | Avsnitt 2     | Julia Lindström | Lisa Ambjörn & Pia Gradvall                |
| 15 | 3         | Folge 3         | Avsnitt 3     | Jerry Carlsson  | Lisa Ambjörn, Sofie Forsman & Tove Forsman |
| 16 | 4         | Folge 4         | Avsnitt 4     | Jerry Carlsson  | Lisa Ambjörn, Ebba Stymne                  |
| 17 | 5         | Folge 5         | Avsnitt 5     | Linnéa Roxeheim | Lisa Ambjörn, Thea Boguslaw                |
| 18 | 6         | Folge 6         | Avsnitt 6     | Linnéa Roxeheim | Lisa Ambjörn, Ebba Stymne                  |
| Am 11. März 2024 wurden die ersten fünf Folgen der dritten Staffel bei Netflix veröffentlicht. Die finale Episode wurde am 18. März 2024 veröffentlicht. |           |                 |               |                 |                                            |

## Rezeption
Kathleen Hildebrand kritisiert in der Süddeutschen Zeitung, dass „der Plot ein wenig vorhersehbar ist“ und dass die Bedeutung der Monarchie weitgehend unhinterfragt bleibe. Gleichzeitig stellt sie aber auch lobend heraus, dass die Romanze von Wilhelm und Simon schön erzählt sei.
Manuel Brug meint in der Welt, dass die Serie wie ein Besuch bei IKEA sei: „erfrischend normal, übersichtlich, praktisch, aufgeräumt – und vorhersehbar“. Er kommt zu dem Schluss, dass die Serie „zwar nicht gerade das originell freche Sex Education“ sei, aber in den besten Momenten „den sanften Charme von Disneys Love, Victor“ habe und dass sie Potential habe.
Manuel Weis kommentiert im Online-Magazin DWDL.de, dass Young Royals auf Spuren bekannter Genrevertreter wandele und „zu erwartbar ist und zu viele Zutaten klassischer Teen-Soaps verwendet“. Er stellt positiv heraus, dass „beim Casten mehr richtig gemacht wurde als bei anderen Genrevertretern“, während „[s]owohl andere Netflix-Soaps als auch diverse CW-Serien […] deutlich an Glaubwürdigkeit [einbüßen], weil Schauspielerinnen und Schauspieler, die bald auf die 30 zugehen, jugendliche Teenies verkörpern“ und der den Protagonisten spielende Edvin Ryding erst 18 sei.
Dieter Oßwald schreibt im Schweizer Display-Magazin über die zweite Staffel: „Die Gefühls-Achterbahn des sensiblen Thronfolgers bekommt neuen Schwung, als er den Ex beim fröhlichen Flirten entdeckt. Als der Hofstaat dem Nachwuchs neue Daumenschrauben anlegt, sind dringend radikale Entscheidungen notwendig. Schließlich sieht auch dieser kleine Prinz nur mit dem Herzen gut.“
Über die 3. Staffel schreibt Queer.de lobend "überzeugt mit jeder Menge emotionalem Drama, überraschenden Wendungen und mehr politischer Haltung. Kuckst du noch? Oder heulst du schon?"